# John de Saulles
John Gerard Longer de Saulles (25 de mayo de 1878-3 de agosto de 1917) fue un jugador y entrenador de fútbol americano, corredor de bienes raíces y hombre de negocios cuyo asesinato por parte de su millonaria esposa, la chilena Blanca Errázuriz, finalmente absuelta, condujo a un juicio ampliamente divulgado.

## Biografía
John "Jack" Gerald Longer de Saulles nació en South Bethlehem, Pennsylvania el 25 de mayo de 1878 sus padres son Arthur Brice de Saulles y Catherine Margaret Heckscher, hija de un comerciante de la ciudad de Nueva York llamado Charles August Heckscher. Se convirtió en quarterback y capitán de futbol americano de la Universidad de Yale de 1901. En 1902 fue nombrado entrenador de fútbol en la Universidad de Virginia, donde logró un récord de 8-1-1 en una temporada.
En 1911, de Saulles viajó a Chile como representante del Sindicato Sudamericano de Concesiones, una empresa compuesta en su mayoría por estadounidenses residentes en Londres, que se mostró activa en la promoción del Ferrocarril Transandino, que conecta los sistemas ferroviarios de Chile y Argentina. Mientras estaba allí, De Saulles, de 32 años, conoció a Blanca Errázuriz, de 16 años. Pronto se comprometieron y el 14 de diciembre de 1911 se casó con ella en la Iglesia Católica Inglesa, en París, Francia .
El matrimonio se instaló en la ciudad de Nueva York, donde se convirtió en socios para formar la inmobiliaria Heckscher & de Saulles. Participó muy activamente en las elecciones presidenciales de 1912, donde de Saulles organizó 72.000 universitarios para apoyar al candidato que finalmente saldría victorioso Woodrow Wilson . En la campaña de Saulles y el presidente Wilson se hicieron amigos cercanos, y fue recompensado con un nombramiento como enviado extraordinario de los Estados Unidos y ministro plenipotenciario en Uruguay,  pero después de que el Senado confirmó el nombramiento y aunque prestó juramento, renunció antes de viajar para asumir el cargo, explicando que sus intereses comerciales en Estados Unidos le impedían aceptar.

## Trasfondo

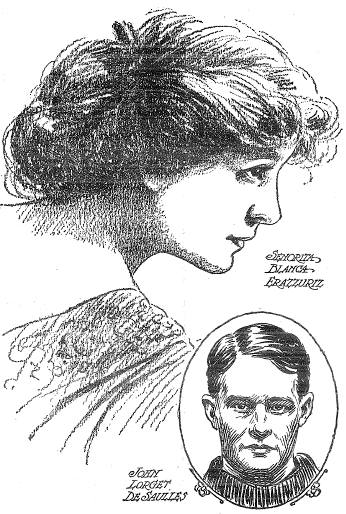
Blanca Errázuriz y John de Saulles (1912)

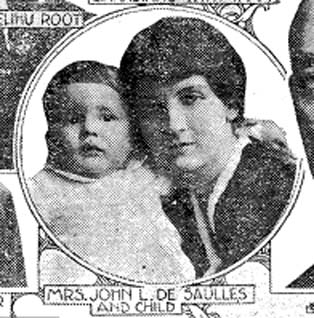
Blanca Errázuriz y su único hijo, John "Jack" de Saulles Jr. (1917)

### El divorcio
En 1915, Blanca Errázuriz se hizo amiga de Rodolfo Valentino que trabajaba como bailarín de exhibición y había llamado la atención por su interpretación del tango, que estaba de moda en ese momento. Valentino disfrutaba hacerse amigo de muchas personas de la alta sociedad, y Blanca Errázuriz en ese momento se encontraba insatisfecha con su matrimonio.Se desconoce si los dos, Valentino y Errázuriz, realmente tuvieron una relación romántica, pero Valentino estaba bastante enamorado de ella, así que cuando Blanca estaba buscando el divorcio de su esposo, Valentino acordó proporcionar pruebas en la corte de que Joan Sawyer, su pareja de baile, tenía un affaire con De Saulle.
De Saulle no estaba satisfecho con el matrimonio y una vez que se le concedió el divorcio en diciembre de 1916, usó sus conexiones políticas para arrestar a Valentino. La evidencia era endeble en el mejor de los casos (Valentino había estado cerca del lugar equivocado en el momento equivocado) y después de unos días en la cárcel, la fianza de Valentino se redujo de $ 10,000 a $ 1,500 dólares. El escándalo fue bien publicitado junto con el juicio y Valentino se sintió denigrado. Nadie lo contrataría y sus viejos amigos ya no le hablarían. Blanca al parecer nunca le agradeció su testimonio.

### El asesinato
Poco después del divorcio, el 3 de agosto de 1917, Blanca tuvo que conducir desde su casa en Roslyn, Nueva York a The Box, en Meadowbrook Colony, cerca de Westbury, Nueva York la casa de campo de su exmarido. Ella tenía reclamos legales sobre la custodia de su hijo, ya que ella y su esposo tenían la custodia compartida sobre él, pero De Saulles se negó a reconocer la decisión del tribunal. Llegó a The Box poco después de las ocho de la noche y encontró a De Saulles sentado en el porche de la casa. Comenzaron a discutir, y ella le apuntó con un arma a la cabeza y le exigió que le entregara el niño de inmediato. Cuando intentó desarmarla, ella le disparó cinco veces. Fue trasladado de urgencia al Hospital del Condado de Nassau, pero murió allí a las 10:20 p. m. por sus heridas. Mientras tanto, esperaba en la casa la llegada de la policía, a quien se rindió. Fue acusada de asesinato en primer grado y encarcelada en la cárcel del condado de Nassau en Mineola, Nueva York, lo que llevó a un juicio sensacional.
El caso ampliamente divulgado se prolongó durante meses, relegando la Primera Guerra Mundial que se estaba librando en Europa a las páginas interiores de los periódicos. Blanca fue defendida por Henry Uterhart, destacado criminalista de la época, y la principal testigo de la defensa fue Suzanne Monteau, la criada francesa de Blanca, quien la acompañó esa noche y apoyó completamente su versión de los hechos. Blanca Errázuriz se convirtió en la mimada de la prensa, y la campeona de las sufragistas que la retrataban como víctima del chovinismo imperante en la sociedad de la época, mientras que el nombre de Valentino volvía a ser arrastrado por el barro aunque no tenía nada que hacer. con Blanca en este punto.
Blanca Errázuriz fue absuelta por unanimidad de los cargos de asesinato el 1 de diciembre de 1917 en lo que se denominó un veredicto "popular". Valentino cambió su nombre de Rodolfo Guglielmi a varias variaciones de Rudolph Valentino, en parte para evitar su asociación con el escándalo.[cita requerida] y en parte porque los estadounidenses tenían problemas para pronunciar Guglielmi . Después del juicio, se mudó a Hollywood, donde comenzó su exitosa carrera cinematográfica. Años más tarde, trató de ponerse en contacto con ella de nuevo, pero ella no respondió a sus llamadas ni accedió a verlo. Blanca Errázuriz, quien luego se casó y se divorció de un empresario chileno, vivió hasta 1940, cuando se suicidó.[cita requerida]

## Legado
El caso fue la base de la película muda de 1918 La mujer y la ley, dirigida por Raoul Walsh ; con Jack Connors, Miriam Cooper y Peggy Hopkins Joyce . El nombre De Saulles se cambió a La Salle, pero los créditos iniciales de la película admiten estar basados en la historia. El productor William Fox quería que Miriam Cooper actuara en la película, ya que se parecía mucho a la mujer que iba a interpretar. Según Cooper, la gente de la calle la confundiría con Blanca De Saulles .